# Celui qui aboie
Albums de Soan
Retourné vivre Négligé Chic
Singles
1. Celui qui aboie

Celui qui aboie est le cinquième album de Soan, sorti le 26 mai 2017,.

## Liste des titres
1. Ces Lumières - 3:48
2. Celui Qui Aboie - 2:50
3. Vingt Cinq Printemps - 2:47
4. Agata - 3:16[Notes 1],[1]
5. La Liberté - 3:24
6. Même Loin - 2:50
7. L'inattendue - 4:01
8. Chapeau De Paille - 3:35
9. The Hurricane - 3:05
10. Wendy - 3:05
11. Cinq Heures - 2:57
12. Le Chat - 3:20
13. Les Malentendus - 2:02

## Crédits

### Interprètes
- Banjo, Backing Vocals : Marc Latour[1]
- Banjo, Guitar : Clément Roux[1]
- Double Bass : François Piriou[1]
- Drums, Percussion : Vincent Le Noan (Kaloo)[1]
- Guitar : Serge Bégout[1]
- Guitar, Harmonica, Vocals : Soan
- Piano : David Hadjadj[1]

### Équipe technique
- Illustrations : Nico Mex[1]
- Mixage, mastering et enregistrement : Marc Latour
- Photographie : Christophe Crénel[1]
- Parole : Soan